# Battaglia dei Campi Sauriani
La battaglia dei Campi Sauriani (in albanese Beteja e savres), anche nota come battaglia di Vijose venne combattuta il 18 settembre 1385 presso i "Campi Sauriani" di Lushnjë (attuale Albania) tra le forze del Principato di Zeta, guidate da Balša II ed un'armata ottomana al comando di Çandarlı Kara Halil Hayreddin Pascià chiamata in aiuto dal ribelle albanese Carlo Thopia.
 La battaglia si chiuse con una netta vittoria degli ottomani e permise loro la prima significativa avanzata nel territorio albanese.

## Antefatto
Il regno del principe di Zeta Balša II, avviato nel 1378, fu caratterizzato da notevoli difficoltà: ripetuti assalti del neonato impero ottomano e scontri con una dinastia rivale, i Crnojević, che, con il sostegno del re bosniaco Tvrtko I e dei veneziani, si dichiarò sovrana dell'Alto Zenta, prendendo corte a Žabljak. Balša II cercò allora di rinforzarsi continuando l'espansione territoriale di suo fratello Đurađ I con la conquista di Durazzo che tolse al suo legittimo sovrano Carlo Thopia. Thopia, spodestato, si appellò ai turchi in cerca di supporto.